# Architektura procesora
Architektura procesora – wspólne określenie najważniejszych z punktu widzenia budowy i funkcjonalności cech procesora. Na architekturę procesora składają się:
- model programowy procesora (ang. Instruction Set Architecture) – zestaw instrukcji procesora oraz inne jego cechy istotne z punktu widzenia programisty, bez względu na ich wewnętrzną realizację; stanowi granicę pomiędzy warstwą sprzętową a programową
- mikroarchitektura procesora (ang. microarchitecture) – wewnętrzna, sprzętowa implementacja danego modelu programowego, określająca sposób wykonywania operacji przez procesor, szczegółową budowę wewnętrzną procesora itd.

Procesory realizujące ten sam model programowy, mogą znacznie różnić się między sobą na poziomie mikroarchitektury – np. różne wewnętrznie procesory firmy Intel i AMD realizują te same modele programowe, np. IA-32 bądź AMD64 (tzw. EM64T).
W zależności od sposobu przechowywania danych i rozkazów przez mikroprocesor, możemy wyróżnić:
- architekturę von Neumanna – zarówno dane, jak i programy są przechowywane w tym samym bloku pamięci;
- architekturę harwardzką – rozkazy i dane są przechowywane w oddzielnych pamięciach;
- architekturę mieszaną – połączenie dwóch powyższych typów: rozdzielono pamięci rozkazów i danych, jednak wykorzystują one wspólne magistrale.